# Godula (szczyt)
Godula (738 m n.p.m.) – szczyt w paśmie Ropicy w Beskidzie Morawsko-Śląskim, w Czechach.

## Położenie
Godula jest najbardziej na północ wysuniętym szczytem Beskidu Morawsko-Śląskiego. Stanowi północne zakończenie Pasma Ropicy, opadając ku północy stromym progiem ku Pogórzu Morawsko-Śląskiemu. Od zachodu ogranicza ją dolinka potoku Ráztoka, zaś od wschodu - dolinka potoku Řeka.

## Geologia
Szczyt budują potężne warstwy zielonkawych piaskowców tzw. godulskich, pochodzących ze środkowej kredy. Piaskowce te tu zostały opisane po raz pierwszy i stąd ich nazwa. Były one od XVIII w. eksploatowane w lokalnych kamieniołomach, znajdujących się na zboczach opadających ku Ligotce Kameralnej i Rzece. Wydobywany tu piaskowiec był cenionym materiałem kamieniarskim: wykonano z niego większość krzyży i figur przydrożnych oraz nagrobków, stojących jeszcze do dziś w wielu miejscowościach Śląska Cieszyńskiego.

## Charakterystyka
Góra ma kształt wrzecionowaty, wyciągnięty w osi południowy wschód - północny zachód. Szczyt prawie w całości jest zalesiony. Drzewostan budują głównie buki i świerki, dość licznie występują jałowce.